# Bajt Affa
Bajt Affa (arab. بيت عفا) – nieistniejąca już arabska wieś, która była położona w Dystrykcie Gazy w Mandacie Palestyny. Wieś została wyludniona i zniszczona podczas wojny domowej w Mandacie Palestyny, po ataku żydowskiej organizacji paramilitarnej Hagana w dniu 10 stycznia 1948.

## Położenie
Bajt Affa leżała na równinie nadmorskiej. Według danych z 1945 do wsi należały ziemie o powierzchni 5 808 ha. We wsi mieszkało wówczas 700 osób.
| własność gruntów | powierzchnia gruntów (hektary) |
| ---------------- | ------------------------------ |
| Arabowie         | 5 707                          |
| Żydzi            | 0                              |
| publiczne        | 101                            |
| Razem            | 5 808                          |

| Rodzaj użytkowanych gruntów | Arabowie (hektary) | Żydzi (hektary) |
| --------------------------- | ------------------ | --------------- |
| uprawy nawadniane           | 14                 | 0               |
| uprawy zbóż                 | 5 657              | 0               |
| nieużytki                   | 111                | 0               |
| zabudowane                  | 26                 | 0               |

## Historia
W 1596 Bajt Affa była małą wsią o populacji liczącej 143 osoby. Mieszkańcy utrzymywali się z upraw pszenicy, jęczmienia, sezamu, winnic i owoców, oraz hodowli kóz i produkcji miodu.
W okresie panowania Brytyjczyków Bajt Affa rozwijała się jako niewielka wieś.
Podczas wojny domowej w Mandacie Palestyny w dniu 10 stycznia 1948 wieś Bajt Affa zajął oddział żydowskiej organizacji paramilitarnej Hagana. Wszyscy jej mieszkańcy zostali wysiedleni, a domy wyburzono. Podczas I wojny izraelsko-arabskiej w trakcie operacji An-Far w lipcu 1948 wieś zajęli Egipcjanie. Wszystkie izraelskie ataki zakończyły się niepowodzeniem. Gdy 9 listopada Izraelczycy zdobyli pobliską strategiczną wieś Irak Suwajdan, Egipcjanie samemu opuścili Bajt Affa. Następnego dnia opuszczoną wieś bez walki zajęli izraelscy żołnierze

## Miejsce obecnie
Rejon wioski zajmuje obecnie moszaw Jad Natan.
Palestyński historyk Walid Chalidi, tak opisał pozostałości wioski Bajt Affa: „Nie ma żadnych śladów po domach wioski. Na miejscu są tylko jawory, drzewa chlebowe i kaktusy”.